# لغات تركيا
يوجد في تركيا عدة لغات غير اللغات التي يتحدث بها المهاجرين و الاجئين.
ووفقا لمعاهدة لوزان، فإن لغات الأقليات المعترف بها رسميا هي الأرمينية واليونانية والعبرية.

## حقوق دستورية
اللغة الرسمية
حسب المادة 3 في الدستور التركي يحدد أن اللغة الرسمية للدولة هي اللغة التركية
لغات الأقليات
من بين اللغات الوطنية هي اللغة الكردية واللغة العربية و لغات أخرى.